# Ubangifloden

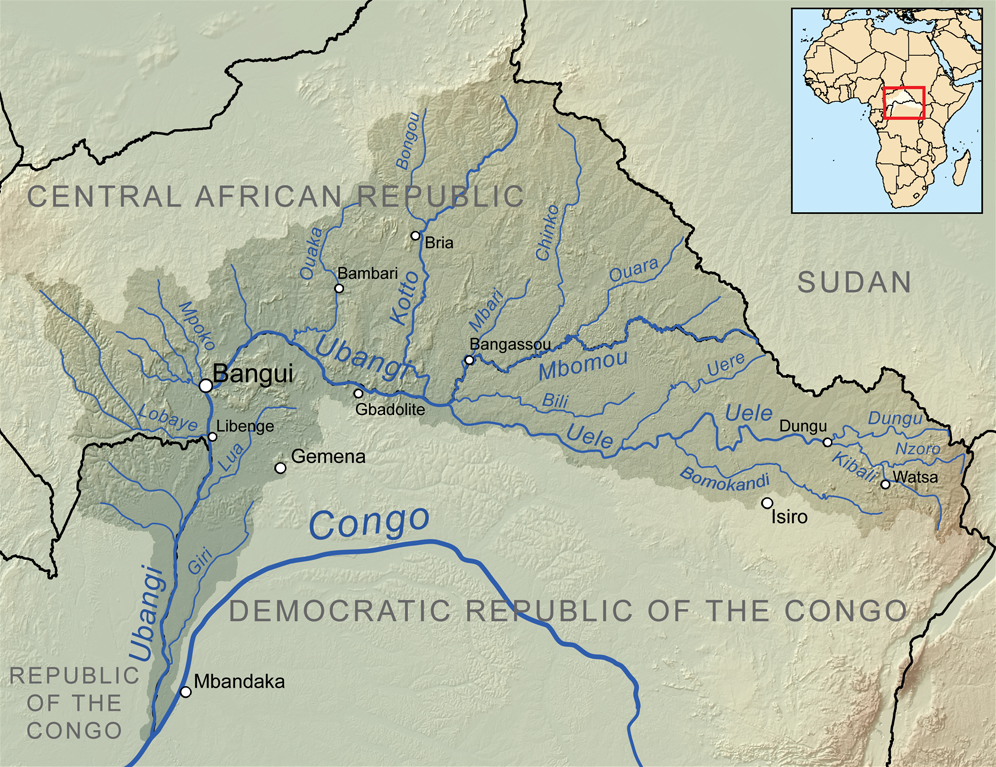
Oubanguis flöde och avrinningsområde.

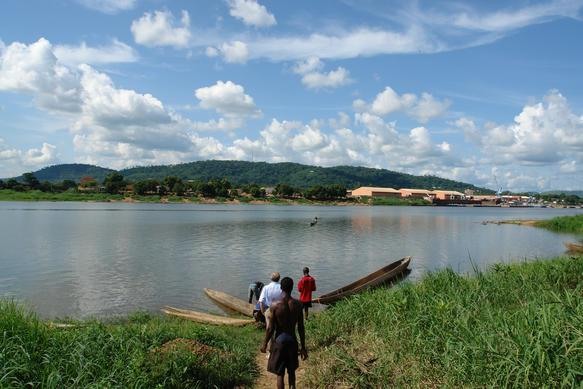
Floden flyter förbi Bangui.

Ubangifloden, även Oubangui, är en flod i Centralafrika, och är biflod till Kongofloden.
Tillsammans med tillflödet Mbombou bildar Ubangifloden gräns mellan Kongo-Kinshasa och Centralafrikanska republiken. I sitt nedre lopp är den gräns mellan Kongo-Kinshasa och Kongo-Brazzaville.
Ubangifloden får sitt namn där floderna Mbombou och Uele flyter samman. Därifrån rinner den 350 km västerut innan den kröker mot sydväst, passerar Centralafrikanska republikens huvudstad Bangui och fortsätter 500 km söderut innan den mynnar ut i Kongofloden.
Utom från de båda ursprungsfloderna mottar Ubangifloden vatten från bifloderna Kotto, Ouaka, Kémo och Mpoko i Centralafrikanska republiken, från Lua och Ngiri i Kongo-Kinshasa samt från Ibenga i Kongo-Brazzaville.
Ubangifloden och dess fortsättning i Kongofloden är en viktig samfärdselsled för Centralafrikanska republiken. Flodbåtar trafikerar sträckan mellan Bangui och Brazzaville, som är förbunden med kuststaden Pointe-Noire med smalspårig järnväg (1067 mm). Forsar i Kongoflodens nedre del, de så kallade Livingstonefallen, hindrar båttrafik ända ut till havet.